# Clorinda Sarracán
Clorinda Sarracán (Cir. 1830 - ???) fue una mujer argentina condenada a muerte por ser partícipe del asesinato de su esposo, el italiano Jacobo Fiorini en 1856.

## Biografía
Clorinda Sarracán se casó a los 15 años con Jacobo Fiorini quien era 30 años mayor, a mediados del siglo XIX, en un matrimonio arreglado por su familia como era la norma en aquella época. Fiorini era un inmigrante italiano de una muy buena posición económica que había llegado a Buenos Aires por el año 1829. Era pintor y se dedicaba a retratar a los más notables vecinos, entre ellos una de las figuras políticas más reconocidas, Juan Manuel de Rosas. 
Clorinda y Jacobo se mudaron a una hacienda en la localidad de Santos Lugares, y tuvieron juntos cinco hijos.
Años después Sarracán de entonces 26 años mantendría una relación extramarital con el capataz del campo de su marido, un gaucho llamado Crispín Gutiérrez de 25 años. Los rumores de la relación adúltera comenzarían a circular, se dice que su esposo sabía de los engaños pero prefería callar, y que en una ocasión llegó a ver a ambos besándose.

## Crimen y arresto
El 9 de octubre de 1856, Jacobo Fiorini increpó a Crispín Gutiérrez por la relación que mantenía con su esposa y amenazó con despedirlo, al parecer Gutiérrez se enfureció y comenzó a insultarlo y llegó hasta a amenzarlo de muerte. Fiorini tomó la amenaza muy en serio y debido al temor se subió al altillo de la casona rural y se encerró todo el día con la puerta trabada.
Al anochecer su esposa Clorinda subió a convencerlo de que Gutiérrez ya se había ido, y que bajara mientras iba a preparar la cena. Fiorini entonces decidió bajar y recostarse sobre el amplió sofá del salón mientras su esposa se dirigía a la cocina.
En ese momento, Sarracán abrió la puerta y dejó entrar a su amante Crispín y al hermano de éste, de nombre Remigio Gutiérrez de 18 años. Quiénes en cuestión de minutos golpearon con palos y le fracturaron la cabeza con una maceta a Fiorini, además de dispararle un tiro con un revólver, mientras Sarracán contemplaba el atroz asesinato. Esto sucedió en la madrugada del 10 de octubre.
A continuación Sarracán ordenó a dos de sus criadas limpiar la habitación, mientras Crispín y Remigio llevaron el cuerpo al patio de la casa para enterrarlo en una fosa. Durante la mañana en la tierra removida decidieron plantar coliflor para disimular el lugar donde se hallaba el cuerpo.
Unos quince días después, el 25 de octubre ante la ausencia del famoso pintor Fiorini, sus amigos y conocidos empezaron a buscarlo y pidieron la colaboración de la Policía. Fiorini era un hombre muy conocido, por lo que la noticia también fue publicada en los periódicos de la época. 
El comisario Arnaud visitó varias veces la hacienda pero le extrañaba el silencio de los peones y de la mujer. Todos decían lo mismo, aseguraron desconocer el destino de Jacobo. Pero todo cambió el 29 de octubre cuando se presentó en la hacienda el juez Miguel Navarro Viola, acompañado por un escribano, dos médicos oficiales y algunos policías. El magistrado, en una época en la que se decidía sin leyes que reglamentaran los procedimientos, decidió dictar prisión para los peones, el personal doméstico y todo aquel que entraba al campo hasta que alguien decidiera hablar.
Fue el amante de Clorinda, Crispín Gutiérrez que pensando que quizás sería absuelto si confesaba decidió confesar todo sobre la conspiración y el asesinato con lujo de detalle. El juez Miguel Navarro Viola ordenó que se desenterrara el cuerpo de la víctima de la fosa para hacer la verificación y le dieran una sepultura tradicional correspondiente. Y ordenó el arresto de Sarracán, Crispín y una de las empleadas domésticas. Remigio, el hermano de Crispín, logró escapar, aunque sería atrapado un mes después en Mercedes.

## Juicio y sentencia
La audiencia pública se celebró el 19 y 21 de noviembre de 1856 y estuvo a cargo del juez Miguel Navarro Viola quien fue el mismo que estuvo en la hacienda el día que encontraron el cuerpo y el que ordenó los arrestos. Clorinda no miró a nadie cuando entró en la sala de audiencias; Crispín se sentó cerca, pero ambos se ignoraron.
Durante el juicio el abogado de la defensa de Clorinda Sarracán fue Carlos Tejedor, quien años más tarde sería el autor del Código Penal Argentino. 
Tejedor no discutió los hechos y apeló a un golpe de efecto. Reveló un secreto atroz: que Fiorini además de ser el marido también era el padre de su cliente, fruto de una relación ilícita con la madre de la acusada. La declaración causó conmoción entre los presentes en el juicio, aunque nunca llegase a confirmarse. Pero eso no evitó que el magistrado encontrara culpables a Clorinda Sarracán, su amante Crispín Gutiérrez, y el hermano de este, Remigio, y fueran condenados a muerte. 
El 4 de diciembre Sarracán debía ser fusilada contra el muro del Fuerte, en la Plaza de Mayo, y su cadáver, conforme la ley vigente, colgado durante doce horas de una horca erigida en la misma plaza. Pero su abogado Carlos Tejedor, para evitar la ejecución pidió oficialmente un aplazamiento de la ejecución alegando que «Clorinda Sarracán tenía síntomas de estar preñada de su sexto hijo». Lo que al parecer no era cierto, pero logró el efecto deseado.
Paralelamente a la situación judicial el caso era muy resonado en la prensa y la opinión pública, y traía el recuerdo todavía fresco del fusilamiento de Camila O'Gorman ocurrido solo 8 años atrás en 1848. Las "heridas abiertas" por el fusilamiento de O'Gorman junto al sacerdote Ladislao Gutiérrez, hacía compadecerse de Sarracán quien podría sufrir un destino similar, a pesar de que su crimen distaba mucho del delito más leve de O'Gorman, quien —al fugarse con un sacerdote— había quebrantado las normas morales y tradicionales reinantes de aquella época, mientras que el crimen de Sarracán fue un brutal asesinato.
Durante esos meses, la Sociedad de Beneficencia, y especialmente Mariquita Sánchez de Thompson, quien en ese momento tenía 70 años, organizaron un petitorio con miles de firmas solicitando un indulto para Clorinda. Llegaron a obtener 7000 firmas lo cual representaba casi el 10% de la población de 90000 habitantes de Buenos Aires de ese entonces.
El 28 de setiembre de 1857 se promulgó la ley que permitía la conmutación de las penas. Y la condena de muerte de Sarracán así como las de los hermanos Gutiérrez fueron conmutadas por la de 10 años de prisión, ella sería enviada a una celda en la Comandancia de la Policía.
Unos meses después fue dejada en libertad debido a su comportamiento ejemplar. Y desde que abandonó la cárcel, nunca más volvió a saberse de ella.
Clorinda Sarracán fue quizás la última mujer en haber recibido legalmente una sentencia de muerte en Argentina, la cual posteriormente sería abolida en el país. Ella probablemente murió en algún momento entre la segunda mitad del siglo XIX y las primeras tres décadas del siglo XX, ya que para 1930 rondaría los 100 años de edad.